# Jon Heidenreich
Jonathan "Jon" Friedrich Heidenreich (28 de junio de 1969) es un ex luchador profesional estadounidense retirado de origen austríaco, más conocido simplemente como Heidenreich. En la actualidad trabaja para varias promociones de lucha independiente, incluida la Nu-Wrestling Evolution y One Pro Wrestling. Es más conocido por su paso en la World Wrestling Entertainment, donde fue una vez Campeón en Parejas de la WWE junto con Road Warrior Animal siendo parte de The Road Warriors.

## Carrera

### Fútbol americano
Antes de la lucha libre profesional, Heidenreich jugó fútbol americano, en 1992, fue miembro de los Washington Redskins, ganadores del Super Bowl de ese año. Jugó como liniero ofensivo durante dos temporadas (1994 y 1995) en la Canadian Football League para los Shreveport Pirates. Después jugó para el equipo Houston Thunderbears de la Arena Football League (AFL) en 1996, y para el Frankfurt Galaxy de la NFL Europa en 1997. A pesar de que firmó para varios equipos en la National Football League (NFL) como Nueva Orleans, Atlanta y Washington, nunca jugó un partido en la NFL debido a que siempre fue cortado (despedido) en los campamentos de entrenamiento. Por lo tanto, no aparece en la lista (roster) de ningún equipo de la NFL.

### Carrera como luchador profesional
Heidenreich comenzó a entrenar en Ultimate Pro Wrestling con sede en California antes de que firmara por primera vez para la World Wrestling Federation por un contrato de desarrollo en 2001, luego de haber impresionado a Bruce Prichard. Después de ser liberado de la WWF, luchó en la promoción Pro Wrestling ZERO1-MAX de Japón, donde ganó el Campeonato Intercontinental en Parejas de la NWA con Nathan Jones e impresionó a los exploradores de la WWE, que lo recontrataron en el año 2003.

#### World Wrestling Entertainment (2003–2006)
Heidenreich hizo su debut en la WWE el 29 de septiembre de 2003, en un episodio de RAW para tratar de garantizar una prueba en las diferentes marcas de la WWE, con un gimmick que era "controlado" por una cierta entidad conocida como "Little Johnny". A pesar de la especulación en cuanto a la identidad del Pequeño Johnny  "como supuesto hijo de Heidenreich", que más bien resultó ser un muñeco similar a "Mine" la doble personalidad de George "The Animal" Steele, poco después abandonó esta faceta. En una entrevista con ThePainClinic.net en 2007, Heidenreich reveló que "Little Johnny" estaba destinado en realidad a ser un pequeño muñeco que representaba a su niño interior que aún estaba enojado por haber nacido en un hospital de caridad. Dijo que usó el personaje en la Ohio Valley Wrestling (OVW) y llevó el muñeco al ring haciendo la misma línea que Al Snow cuando sacaba la cabeza de espuma de poliestireno. De acuerdo con Heidenreich, el asunto se inspiró supuestamente por su propia infancia en un punto en la que habló con un muñeco de sí mismo. Heidenreich afirmó que los escritores de la WWE manejaron mal la idea tratando de hacer un papel sexual sobre "Little Johnny", pero si se hubiese hecho correctamente el siente que habría conseguido el cargo de que "todo el mundo ha sido objeto de burla por algo". Heidenreich fue enviado a la Ohio Valley Wrestling para perfeccionar aún más sus habilidades.

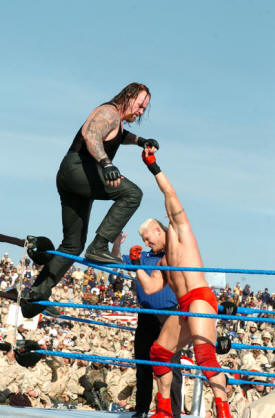
Heidenreich y Undertaker compitiendo en el Tributo a las Tropas en 2004

Regresó el 26 de agosto de 2004 a la marca SmackDown! como un heel bajo la dirección del agente Paul Heyman. Su nuevo gimmick fue el de un psicópata: haciendo running in durante los combates al azar, atacando a los fanes, recitándoles la poesía del odio.
Su primer feudo fue en octubre contra The Undertaker, y comenzó después de que Heidenreich interfiera durante la lucha de Undertaker por el Campeonato de la WWE en No Mercy. Al mes siguiente Undertaker venció a Heidenreich en Survivor Series, pero en diciembre Heidenreich le costó una lucha por el Campeonato de la WWE en el evento Armageddon, cuando intervino no una, sino dos veces en el combate principal, un fatal four way match.
En Survivor Series y en Royal Rumble del siguiente año, Heidenreich tuvo encuentros con un psicópata semejante de la marca RAW, llamado Snitsky. Durante su breve reunión de Survivor Series, donde intercambiaron sus puntos de vista el uno del otro - mientras respiraba con dificultad, un manierismo que compartían, Snitsky dijo a Heidenreich: "Me gusta ... la ... la poesía."; y Heidenreich respondió: "Me. .. gusta lo que haces ... a los bebés "; haciendo referencia a un angle del pasado RAW donde Snitsky había accidentalmente causa el aborto involuntario del bebé de Lita.
En el Royal Rumble, Heidenreich se asoció en secreto con Snitsky, quien accedió a intervenir en su combate frente a The Undertaker en un Casket Match. Durante el encuentro se reveló que Kane estaba escondido en el ataúd, y se abalanzó sobre Snitsky y Heidenreich, continuó su lucha en la multitud contra Snitsky, mientras que Heidenreich fue colocado en el ataúd luego de que Undertaker le aplicara un "Tombstone Piledriver" culminando el Casket Match. Esto comenzó una reacción en cadena de disputas, previsto inicialmente para llevarlo a un combate en WrestleMania 21 en el que The Undertaker se asociaría con Kane para enfrentarse a Heidenreich y Snitsky. Esta idea fue posteriormente vetada por The Undertaker, quien en lugar de esa lucha, se enfrentó a Randy Orton.
Después de un corto feudo con Booker T, Heidenreich se volvió face, alterando su psicótica personalidad y convirtiéndose en un personaje más simpático. Llamaba apasionadamente a su poesía "Disasterpieces" ("obra desastrosa"), y la volvió más alegre comenzando a recibir los aplausos de la multitud. Luego le fue dado un segmento en SmackDown! en el que "hace amigos" con los miembros del público, leyéndoles un fragmento de su poesía, y que permanecieran en su esquina durante su combate. También tuvo un breve feudo sin éxito contra Orlando Jordan, por el Campeonato de los Estados Unidos de la WWE.
Heidenreich tuvo un feudo con MNM (Melina, Johnny Nitro y Joey Mercury) después de que lo atacaran mientras estaba comiendo chocolate con las divas, en un evento en Hershey, Pennsylvania. Constantemente era atacado semana tras semana en SmackDown!, hasta que finalmente fue ayudado por Road Warrior Animal. Animal y Heidenreich desafiaron a MNM para un combate en The Great American Bash, donde los derrotaron ganando los Campeonatos en Parejas de la WWE, siendo el único campeonato que obtuvo Heidenreich dentro de la WWE.
El 28 de julio de 2005, en SmackDown!, Heidenreich afeitó su cabello en un corte mohicano, luego de que se lo pidiera Animal de muy mala gana. Animal lo convenció de que no estaba buscando un "reemplazo" de Road Warrior Hawk para que se convirtiese en Road Warrior Heidenreich, sino un compañero con talento, así Animal lo convenció de usar pintura en la cara y el 18 de agosto en SmackDown!, fue nombrado miembro "oficial" de la The Legion of Doom y se presentó con un par de picos al estilo Road Warrior. Heidenreich y Animal perdieron los títulos contra MNM el 28 de octubre en SmackDown!.
El 17 de enero de 2006, la WWE anunció que Heidenreich había terminado su contrato.

#### World Wrestling Council (2006–2007)

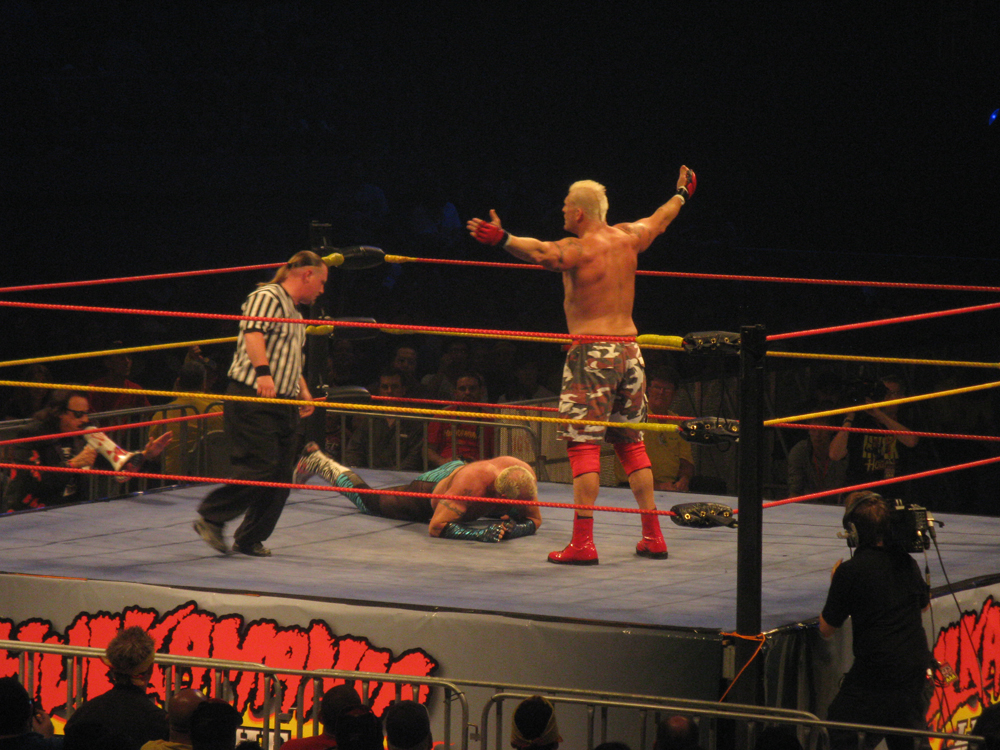
Heidenreich después de derrotar a Brutus Beefcake durante el Hulkmania Tour en 2009.

Saliendo de la WWE, Heidenreich se trasladó a la World Wrestling Council (WWC), donde derrotó a Abbad, el 28 de octubre de 2006 ganando el Campeonato Universal Peso Pesado de la WWC, el título más importante de la promoción fundada en Puerto Rico. Dos meses más tarde perdió el título ante Carlito en el evento Lockout. Sin embargo, se le dio el título de nuevo ya que Carlito fue despojado del título el mismo día, debido a compromisos contractuales con la World Wrestling Entertainment. Perdió el título por segunda vez contra Eddie Colón, hermano de Carlito, el 6 de enero de 2007.

#### Circuito independiente (2007-2009)
Habiendo pasado por la WWC, Heidenreich hizo su debut en All-American Wrestling el 19 de mayo de 2007, una promoción con sede en Louisiana, donde derrotó a J.T. Lamotta. El 18 de mayo de 2008, se unió con Rodney Mack para derrotar a los Latinos Locos por los Campeonato en Parejas de la promoción. Sin embargo, el título fue abandonado poco después debido a la interferencia en el combate por el título original. El 14 de diciembre, Heidenreich ganó el Campeonato Peso Pesado de la promoción en un combate de triple amenaza con términos de Loser Leaves AAW match, esto quiere decir que el perdedor debe abandonar la AAW, luchando frente al campeón The Angel of Sinn y Haniel, en el que cubrió a Angel ganando el título.

## En los medios
Heidenreich participó en la película de lucha libre, Bloodstained Memoirs.

## En lucha
- Movimientos finales
  - Cobra clutch[2][27]
  - Overhead gutwrench inverted shoulderbreaker[1]
  - Power Dunk[1][2] (Swinging side slam)

- Movimientos de firma
  - Big boot
  - Catapult backbreaker[1]
  - Chokeslam, a veces mientras cae en una posición sentada - Circuito Independiente
  - Clothesline
  - Electric chair drop[1]

- Managers
  - Paul Heyman[28]
  - Christy Hemme[28]

## Campeonatos y logros
- All-American Wrestling (Louisiana)
  - AAW Heavyweight Championship (1 vez)[25]
  - AAW Tag Team Championship (1 vez) - con Rodney Mack[24]

- American Wrestling Rampage
  - AWR No Limits Championship (1 vez)[29]

- Bluegrass Championship Wrestling
  - BCW World Heavyweight Championship (1 vez)[1]

- National Wrestling Alliance (Florida)
  - NWA Mid-Florida Heavyweight Championship (1 vez)[30]

- Pro Wrestling Illustrated
  - Situado en el N°302 en los PWI 500 de 2001[31]
  - Situado en el N°273 en los PWI 500 de 2002[32]
  - Situado en el N°210 en los PWI 500 de 2003[33]
  - Situado en el N°150 en los PWI 500 de 2004[34]
  - Situado en el N°89 en los PWI 500 de 2005[35]

- Pro Wrestling ZERO1-MAX
  - NWA Intercontinental Tag Team Championship (1 vez) - con Nathan Jones[36]

- Texas Wrestling Alliance
  - TWA Tag Team Championship (1 vez) - con Busta[37]

- World Wrestling Council
  - WWC Universal Heavyweight Championship (2 veces)[38]

- World Wrestling Entertainment
  - WWE Tag Team Championship (1 vez) - con Road Warrior Animal[19]